# Sittardstraße 63

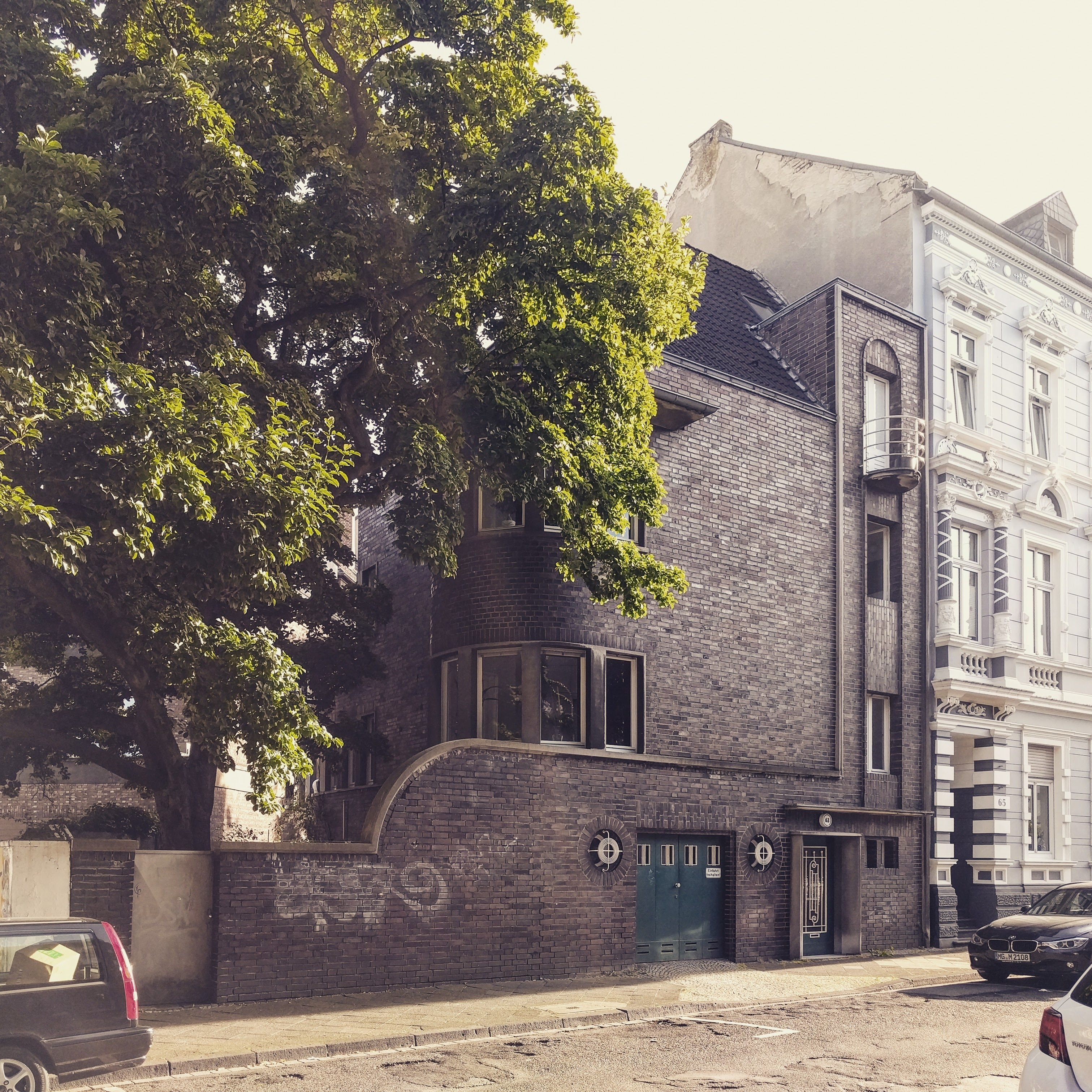
Haus Irskens an der Sittardstraße 63 in Schrägansicht

Das Wohnhaus Sittardstraße 63 im Zentrum von Mönchengladbach, auch Haus Irskens genannt, wurde 1933–1934 für den Textilfabrikanten Michael Irskens erbaut. Der Entwurf stammt von dem Mönchengladbacher Architekten Hubert Rademacher und beinhaltet verschiedene stilistische Einflüsse, z. B. des Neuen Bauens und der Stromlinien-Moderne. Unter der Nr. S 016 wurde das Gebäude am 23. Januar 2018 in die Denkmalliste der Stadt Mönchengladbach eingetragen.

## Lage
Das Wohnhaus steht auf dem Grundstück Sittardstraße 63 im nördlichen Abschnitt der Straße, die alte Wegeverbindung schon in  vorindustrieller Zeit, also vor der Mitte des 19. Jahrhunderts bestand. Erst mit Anlage des Königsplatzes – des heutigen Bismarckplatzes – im Zuge der Inbetriebnahme des Centralbahnhofs (1851–1907) entstand die zum Bökel führende Bahnhofstraße, die heutige Bismarckstraße. Sie wurde zum Rückgrat der seit 1863 durch den Stadtrat beschlossenen und umgesetzten geometrischen Stadterweiterung, aus der sich das heutige Gründerzeitviertel entwickelte. Seit dieser Zeit verbindet die Sittardstraße den nördlichen Teil der heutigen Bismarckstraße und der Regentenstraße über die Kaiserstraße mit dem im Süden gelegenen Bahnhofsareal an der ehemaligen Crefelder Straße, der heutigen Hindenburgstraße. Das Wohnhaus Sittardstraße 63 schließt eine auf der Südwestseite der Sittardstraße stehende Gebäudezeile aus sechs Häusern ab. Südlich davon lag bis in die zweite Hälfte des 20. Jahrhunderts eine Tankstelle an der Einmündung der Sittardstraße in die Kaiserstraße. Die Fläche wird heute als Freifläche genutzt.

## Architektur

### Außen

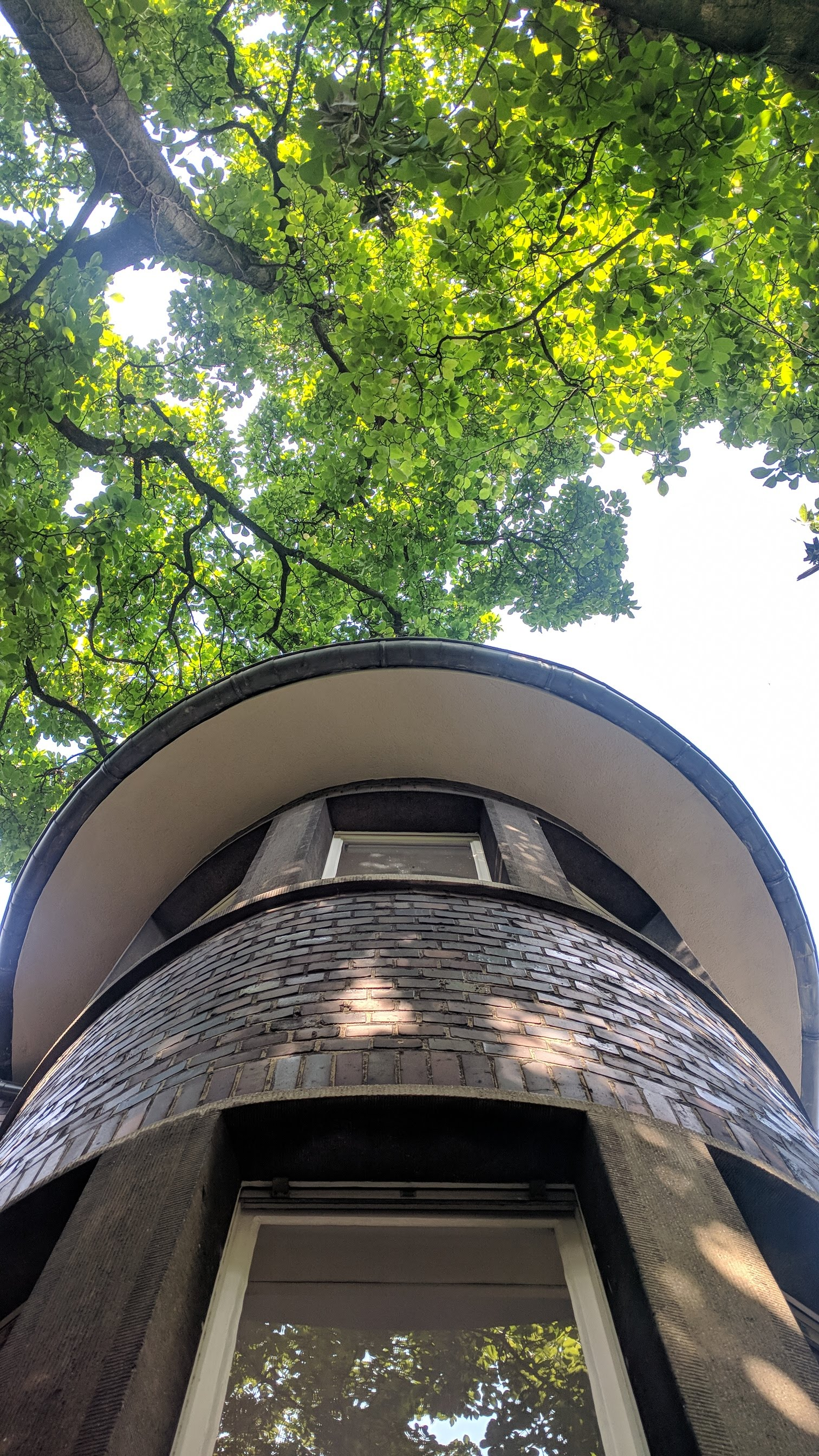
Zylinderförmiger Erker des Hauses Irskens an der Sittardstraße 63 in Mönchengladbach

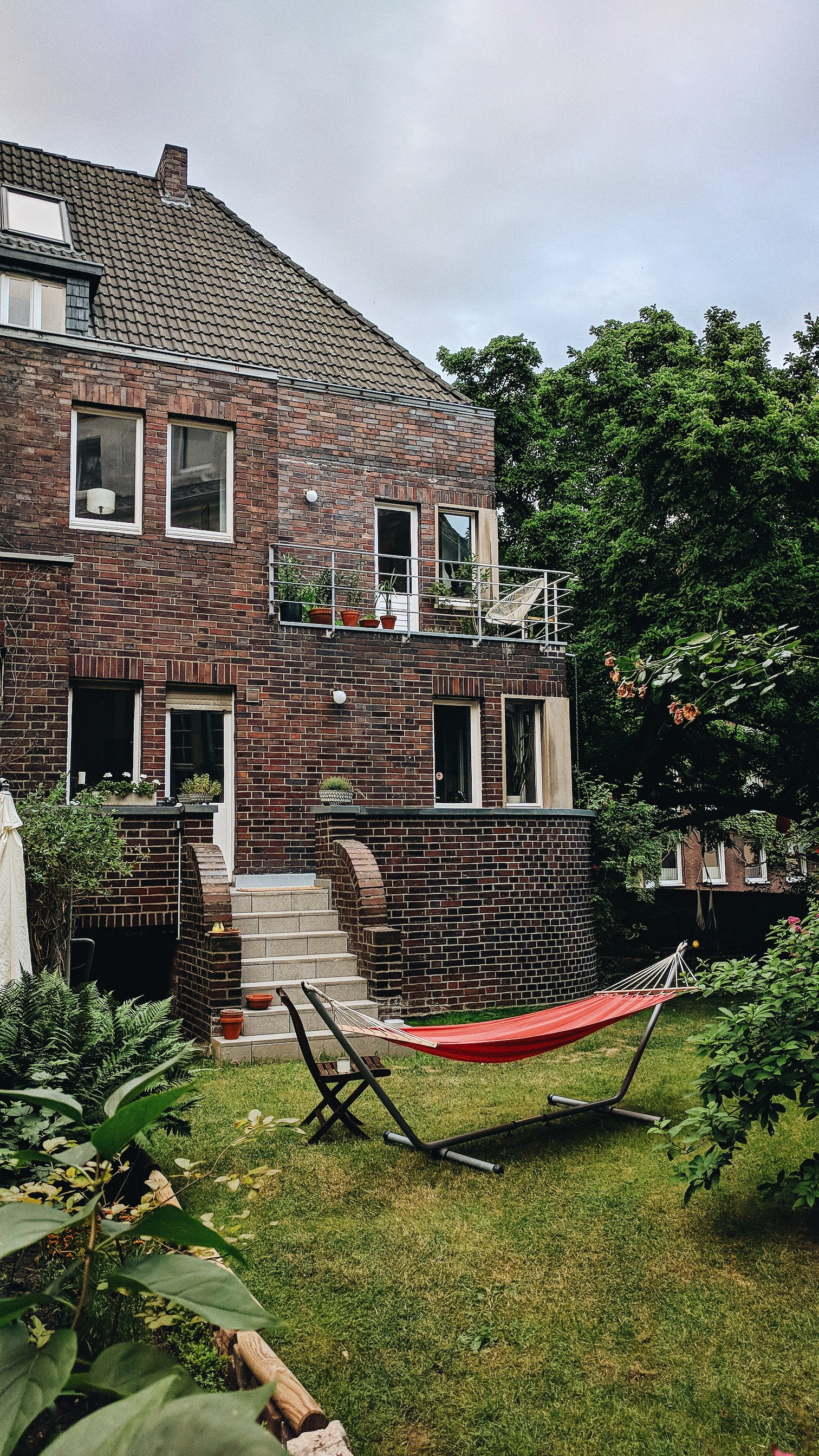
Rückseitige Ansicht

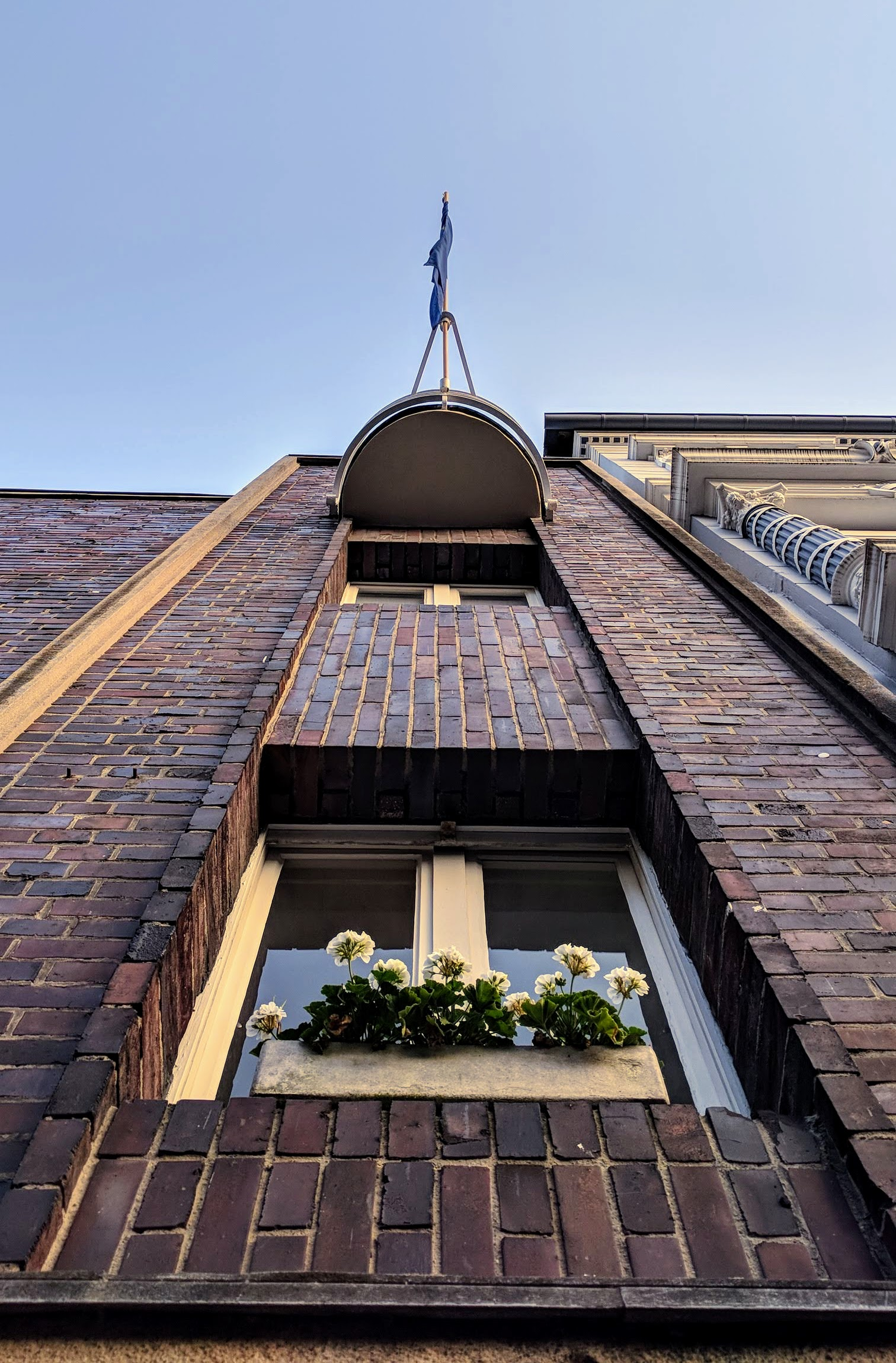
Hochkant gestellte Ziegelsteine bilden zusammen mit den Putzbändern ein vertikales Gestaltungselement an der Fassade der Straßenseite.

Es handelt sich um ein einseitig angebautes, traufständiges, dreigeschossiges Wohnhaus mit einer Fassade aus hoch gebrannten, rot-blau-violetten Ziegelsteinen unter einseitig abgewalmtem Dach. Die Zusammenführung geometrischer Grundformen (Kubus, Zylinder, Rechteck, Kreis) prägen das Erscheinungsbild des Gebäudes. Das Dach ist mit dunkel engobierten Ziegeln eingedeckt. Das Kellergeschoss ist ebenerdig vom Bürgersteig aus zugänglich. In ihm liegt der von einer Kunststeinfassung gerahmte Hauszugang, der auf der nordwestlichen Seite von einem begleitenden, kleinen, hochrechteckigen Zwillingsfenster und auf der südöstlichen Seite von der Zufahrt in die Garage begleitet wird. Die Garage ist mit einem vierteilig gestalteten Stahltor aus der Bauzeit verschlossen, das sich in zwei Flügeln nach innen öffnen lässt. Vier Belichtungen, gesichert mit je drei parallelen Stahlstäben, belichten die Garage. Je zwei Belüftungsschlitze pro Torelement sichern den Luftaustausch in der Garage. Zwei Rundfenster in radial ausgerichteter Rollschicht mit kreuzförmig angeordneten Gittern und aufgelegten Stahlringen flankieren das Garagentor. Die Garagenzufahrt ist im Bereich des Bürgersteigs mit Kleinpflaster ausgelegt. Das Schrammbord ist aus Basaltlava-Werkstein angelegt. Der Hauszugang mit originaler Holztür, großer Glasscheibe und geometrisch gestaltetem Gitter besitzt eine umlaufende, in den Seitenwangen sich weit öffnende und zur Haustür trichterförmig verengende Kunststeinrahmung. Der Sturz der Türrahmung ist als schmale Verdachung ausgebildet. Haustür und begleitendes Zwillingsfenster werden von einem zierlich vorkragenden Betonvordach überdeckt. Aus der Ebene der Fenstersohlbänke des Erdgeschosses entwickelt sich ein fast die komplette Fassadenbreite einnehmendes Gesims aus Kunststein. Es trennt das ebenerdige Kellergeschoss vom Hochparterre. Nach Süden deckt das Gesims auch die geschosshohe Einfriedungsmauer ab, die sich aus dem Kellergeschoss entwickelt: Mit einem viertelkreisähnlichen Bogen schließt die Außenmauer ab und geht in die auf der Grundstücksgrenze verlaufende Einfriedungsmauer über. In ihr befindet sich eine Gartenpforte. Etwa über dem nordöstlichen Türgewände des Hauszugangs knickt das Gesims rechtwinklig in eine vertikale Lisene um. Sie rahmt eine schmale, über drei Geschosse des Gebäudes bis in die Dachfläche reichende Wandzone. Dieses Bauteil enthält je ein Stulpflügelfenster in den beiden Obergeschossen und einen kleinen Austritt mit halbrund vorkragendem Balkon im Dachgeschoss, dessen Geländer aus vier die Rundung aufnehmenden Stahlrohren gebildet wird. Fenster und Balkontür liegen in einer um Steinbreite zurückversetzten Fassadenebene, die mit hochkant gestellten Ziegelsteinen das vertikale Gestaltungselement dieses Bauteils betont und über der Tür in einem von einem Ziegelband eingeschlossenen Halbrundboden abschließt. Eine breite Einrahmung aus horizontal versetzten Ziegelsteinen fasst diese über drei Geschosse reichende Fassadenzone mit ihren Fenstern ein.
An der südöstlichen, straßenseitigen Hausecke schließt in beiden Hauptgeschossen ein zylindrisches, halbrundes Bauteil das Gebäude zum Garten hin ab. Durch jeweils vier zu einem Fensterband zusammengeführte schmale, hochrechteckige Fenster werden die beiden Wohnräume belichtet. Eingefasst durch eine schmale Kunststeinrahmung, setzen die zwischen den Fensteröffnungen liegenden breiten Zwischengewände einen kräftigen Akzent. Zum Dach hin wird dieses erkerartig vorspringende Bauteil mit einer vorkragenden und flach ausgebildeten Kragplatte mit vorgehängter Rinne abgeschlossen. Ein Drempel leitet zur Traufe der straßenseitigen Fassade über, der eine Kastenrinne aufliegt. Das auf dem oberen Wandabschluss zurückversetzte Dach schließt zum höheren Nachbargebäude an.
Die südöstliche, zum Garten gerichtete Fassade besitzt keine Fensteröffnungen. Einziges Gestaltungselement ist das von der Straßenseite herumgeführte Kunststeingesims. Es geht in die erneuerte Abdeckung der gartenseitigen Terrassenbrüstung über. Kleinere kriegsbedingte Schäden an der Fassade sind bis heute zu erkennen. Die nach Süden zum Garten orientierte Hausfassade ist durch Addition vor- und rückspringender, kubischer Bauteile plastisch differenziert gestaltet. Im Erdgeschoss führt eine Außentür aus der Küche auf die dem Kellergeschoss aufgelegte, über die gesamte Hausbreite reichende Terrasse. Annähernd mittig führt eine Außentreppe mit gemauerten Brüstungen in den tieferliegenden Garten. Aus ihm ist von außen über eine Kellertreppe auch das Kellergeschoss erreichbar. Im Obergeschoss ist ein über die halbe Hausbreite reichender Austritt mit einem aus horizontalen Stahlstäben gebildetem Geländer angeordnet. Eine kleine Gaube mit querrechteckigem, dreigeteiltem Fenster ist der unteren Dachfläche unmittelbar an das Nachbargebäude aufgesetzt. Hochrechteckige schmale Fensteröffnungen und Türen auf Terrasse bzw. Austritt öffnen die Innenräume zum Garten. Die straßenseitige Haustür, das benachbarte Garagentor sowie die Fenster (vgl. innen: drei Fitschen und Oliven) und Türen (vgl. innen: Beschläge) sind original erhalten.

### Innen

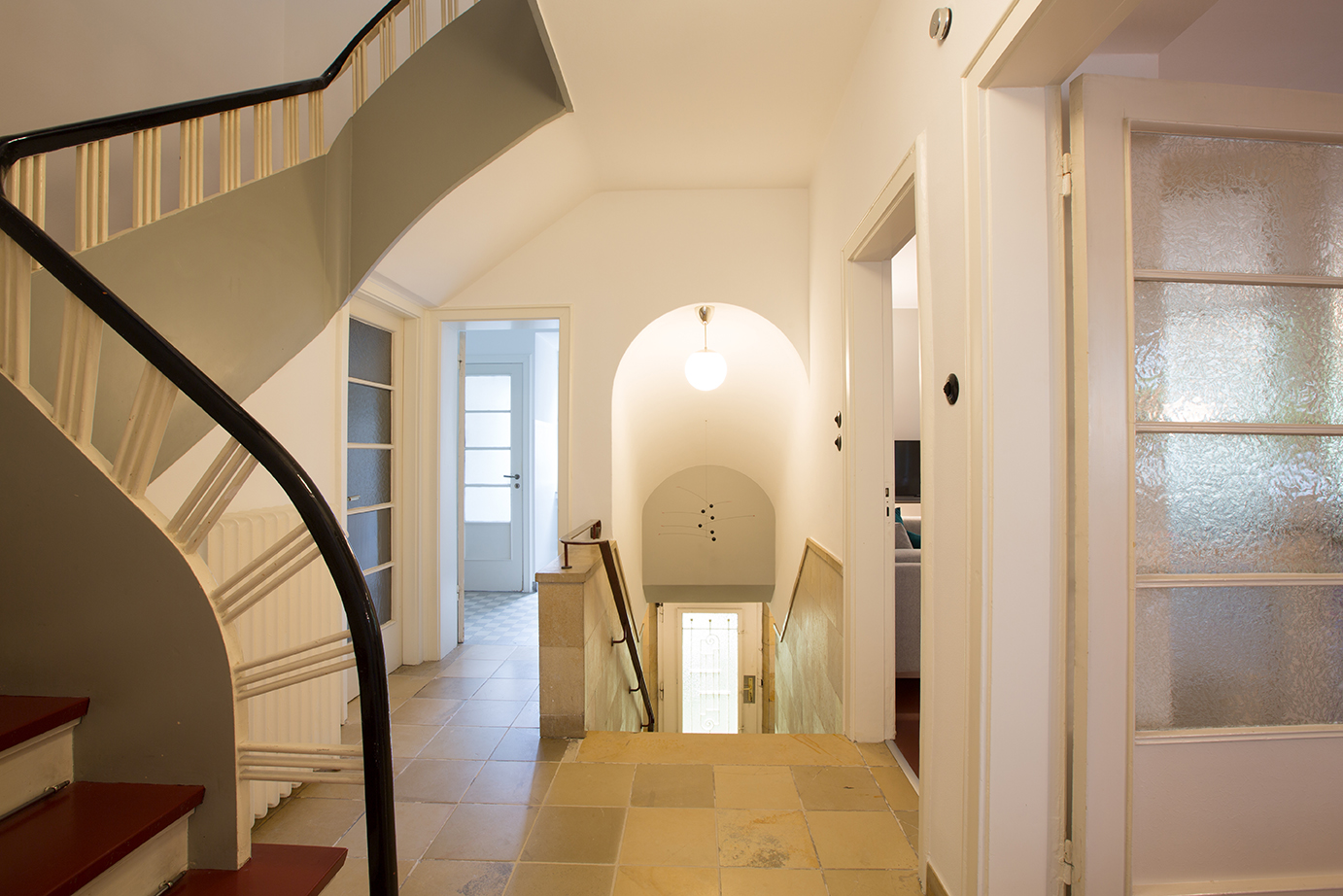
Eingangsbereich im Hochparterre mit Bodenplatten aus Solnhofer Kalkstein, Bakelitschaltern und Zimmertüren mit Eisblumenglas.

Vom Hauseingang aus erreicht man über eine Innentreppe, die mit Bodenplatten und begleitenden Sockelverkleidungen aus Solnhofer Kalkstein belegt sind, das Hochparterre. Aus einer kleinen Diele sind die umliegenden Räume (Wohnräume, Küche, WC) und die in die Obergeschosse führende Innentreppe zugänglich. In beiden Geschossen hat sich die originale Grundrissstruktur erhalten. Durchgänge, deren Türfutter und Türblätter aus hell gefasstem Holz sind, führen in die Räume. Die Türblätter des Erdgeschosses besitzen eine umlaufende Rahmung, in die jeweils fünf, durch Holzprofile horizontal gegliederte Glaseinsätze mit Eisblumenstruktur eingesetzt sind. Sie sind ebenso wie die dazu gehörenden Drückergarnituren original erhalten. Schalter und Steckdosen sind in schwarzem Bakelit erneuert. Die Fußböden wurden mit einfarbigem Linoleum belegt. Um ein zentrales Treppenauge erschließt eine vierläufige hölzerne Innentreppe das Gebäude. Einem geschlossenen Brüstungsunterteil ist ein Handlauf über jeweils drei zusammengestellte Halter aufgesetzt. Die Trittstufen sind, ebenso wie Räume des Ober- und Dachgeschosses, mit rot gefasster Holzdielung belegt. Das modernisierte Bad zeigt hellgelbe Fliesen und einen bauzeitlichen Doppelwaschtisch aus Porzellan. Der Bodenbelag aus quadratischen Solnhofer Platten ist erneuert. Die Innenwände sind vorwiegend in Weiß gefasst, einzelne Deckenspiegel farblich abgesetzt. Eine als Befundfenster freigelegte Wandfläche im Erdgeschoss dokumentiert eine frühere Raumfassung.

## Nutzungsgeschichte
Nach der Fertigstellung im Verlauf des Jahres 1934 wurde das Gebäude am 15. Oktober des Jahres benutzbar. Irskens bewohnte das Haus anfänglich selbst. Aber schon kurz nach Kriegsende 1945 bezog der Zahnarzt Claus Victor als Mieter das Gebäude. Irskens gründete 1921 eine Textilfabrik zur Produktion von Hosen. Nach seinem Tod übernahmen die Söhne Jakob und Engelbert die Leitung des Unternehmens. Nach dem Tod von Engelbert Irskens im Jahr 1970 übernahm Catherina Hepfer die Verantwortung, 1995 folgte Sohn Michael Irskens in vierter Generation nach. 1961 erschien in den Bauakten Maria Irskens (* 15. August 1909) als Eigentümerin. Claus Vicktor bewohnte weiterhin das Haus. Die Firma Ignaz Wilke beantragte am 1. August 1961 den Einbau einer Ölfeuerungsanlage. Eine Woche später bescheinigte die Fa. L. & P. Lersch (Kesselschmiede und Apparatebau) den ordnungsgemäßen Einbau eines Stahltanks zur Lagerung von Heizöl in dem Gebäude. Noch 1965 war Maria Berendes (verw. Irskens geb. Weckop), zu dieser Zeit wohnhaft Gartenstraße 28 in Düsseldorf, Eigentümerin des Hauses. Am 5. Februar 1965 beantragte die Fa. Alois Hoven (Großhandel in Uhren, Goldwaren, Juwelen, Bestecken und Silberwaren), Königstraße 68 in Rheydt, die Genehmigung zur Montage eines beleuchteten Werbeauslegers mit Außenuhr. Im Jahr 1966 folgte der Antrag für die Montage eines Kaugummiautomaten „ACORN“ der Firma Stahlberg, der eigentlich aus zwei separaten Verkaufsautomaten bestand. Im Jahr 1972 sind als Eigentümer Heinrich (gen. Heinz) und Marianne Dohmen als Eigentümer nachgewiesen. Ihre Erben verkauften das Haus 2016/2017 an neue Eigentümer.

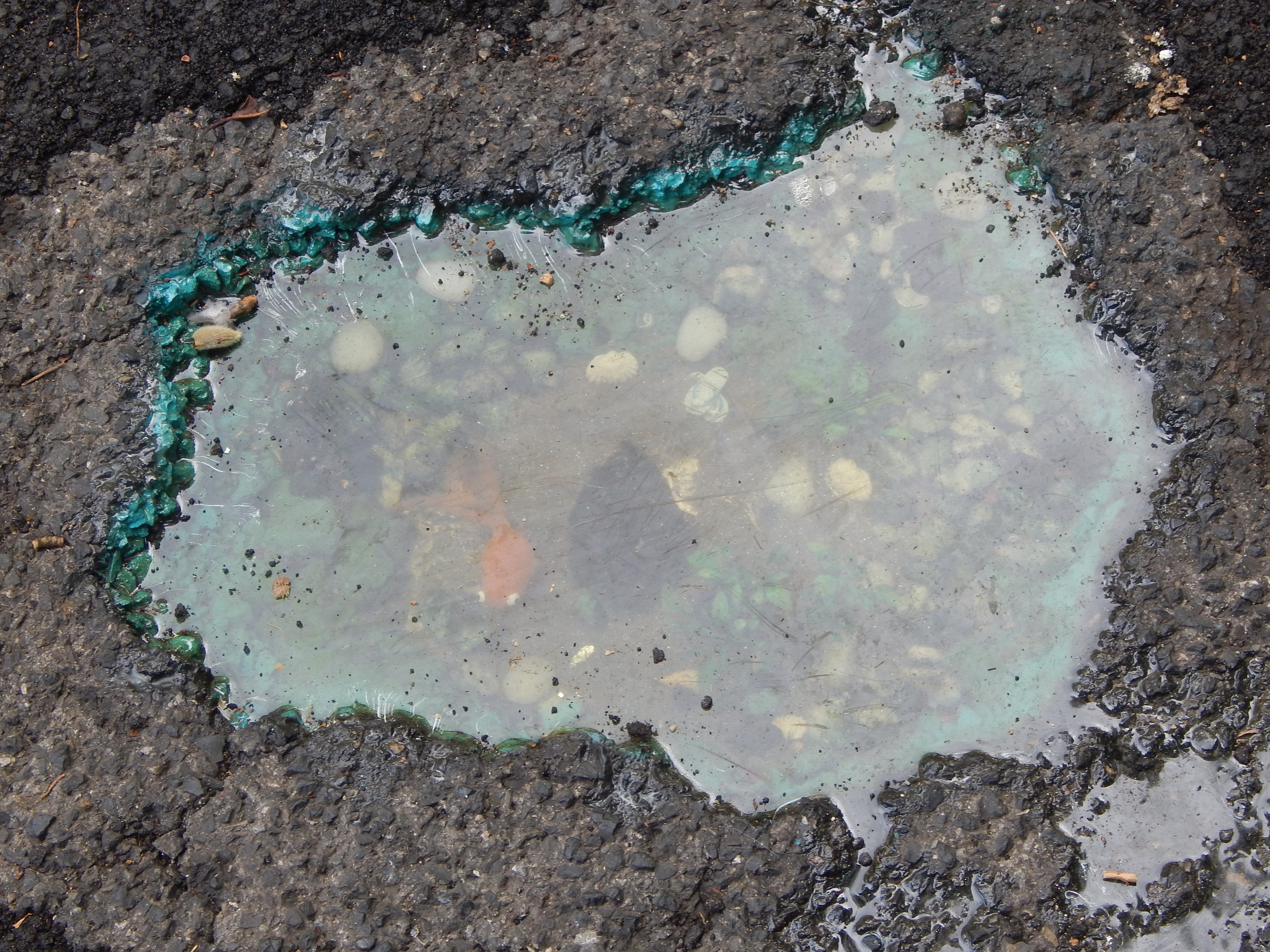
Goldfisch im Schlagloch
2018 hat Maren Dörwaldt in einem Schlagloch auf dem Parkstreifen vor dem Haus die Skulptur eines Goldfischs angebracht.

## Denkmalwert
Das Wohnhaus liegt östlich der Bismarckstraße im gründerzeitlichen Stadterweiterungsgebiet von Mönchengladbach an der historischen, heute Sittardstraße genannten Wegeverbindung aus der vorindustriellen Zeit Gladbachs zu Beginn des 19. Jahrhunderts. Auf einer nicht bebauten Innenstadtparzelle in den Jahren 1933/34 errichtet, dokumentiert das in Anlehnung an die Stilrichtung des Neuen Bauens konzipierte Wohnhaus im Ensemble mit den Nachbarhäusern den grundlegenden Wandel in der Architekturauffassung der ersten Hälfte des 20. Jahrhunderts zu modernen, puristischen Gestaltungsformen. Das Gebäude zeigt sich – außen wie innen – in einem bemerkenswert originalen Erhaltungszustand (vgl. Beschreibung). Es dokumentiert exemplarisch die Wohnkultur des gehobenen Bürgertums (Textilfabrikanten) aus der Mitte der ersten Hälfte des 20. Jahrhunderts. Der Architekt des Hauses, Hubert Rademacher, ist neben diesem Objekt bisher mit nur sehr wenigen Bauprojekten (Wohnbauten) in Erscheinung getreten. Dennoch zeigt sich an diesen Bauten ein moderner Gestaltungsanspruch, der im erklärten Gegensatz zu den während des Dritten Reichs durchgesetzten Vorstellungen des völkisch geprägten Bauschaffens (1932 Schließung Bauhaus, Übersiedlung nach Berlin, 1933 endgültige Schließung) steht. Die jüngst durchgeführten Sanierungsmaßnahmen zeigen die besondere Sensibilität und den großen Sachverstand, mit dem die neuen Eigentümer die weitestgehend originalen Ausstattungs- und Gestaltungselemente erkannt, erhalten und sachkundig aufgearbeitet haben. Das Gebäude ist sowohl ein herausragendes Beispiel für den Wohnungsbau des gehobenen Bürgertums der Erbauungszeit als auch des aktuellen Umgangs mit historischer Architektur zu Beginn des 21. Jahrhunderts.